# Digitalis laevigata
Digitalis laevigata är en grobladsväxtart. Digitalis laevigata ingår i släktet fingerborgsblommor, och familjen grobladsväxter.

## Underarter
Arten delas in i följande underarter:
- D. l. graeca
- D. l. laevigata

## Bildgalleri

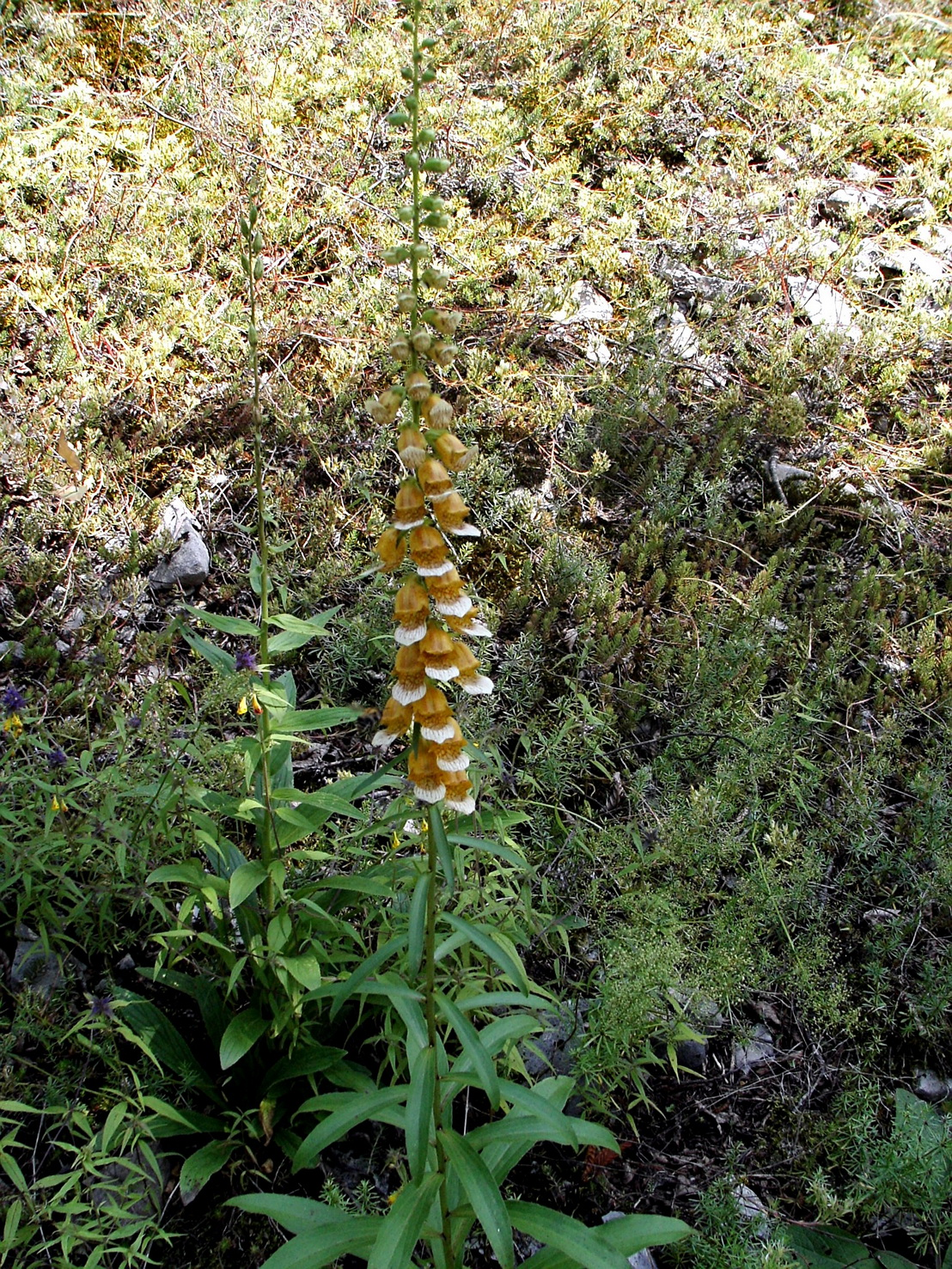
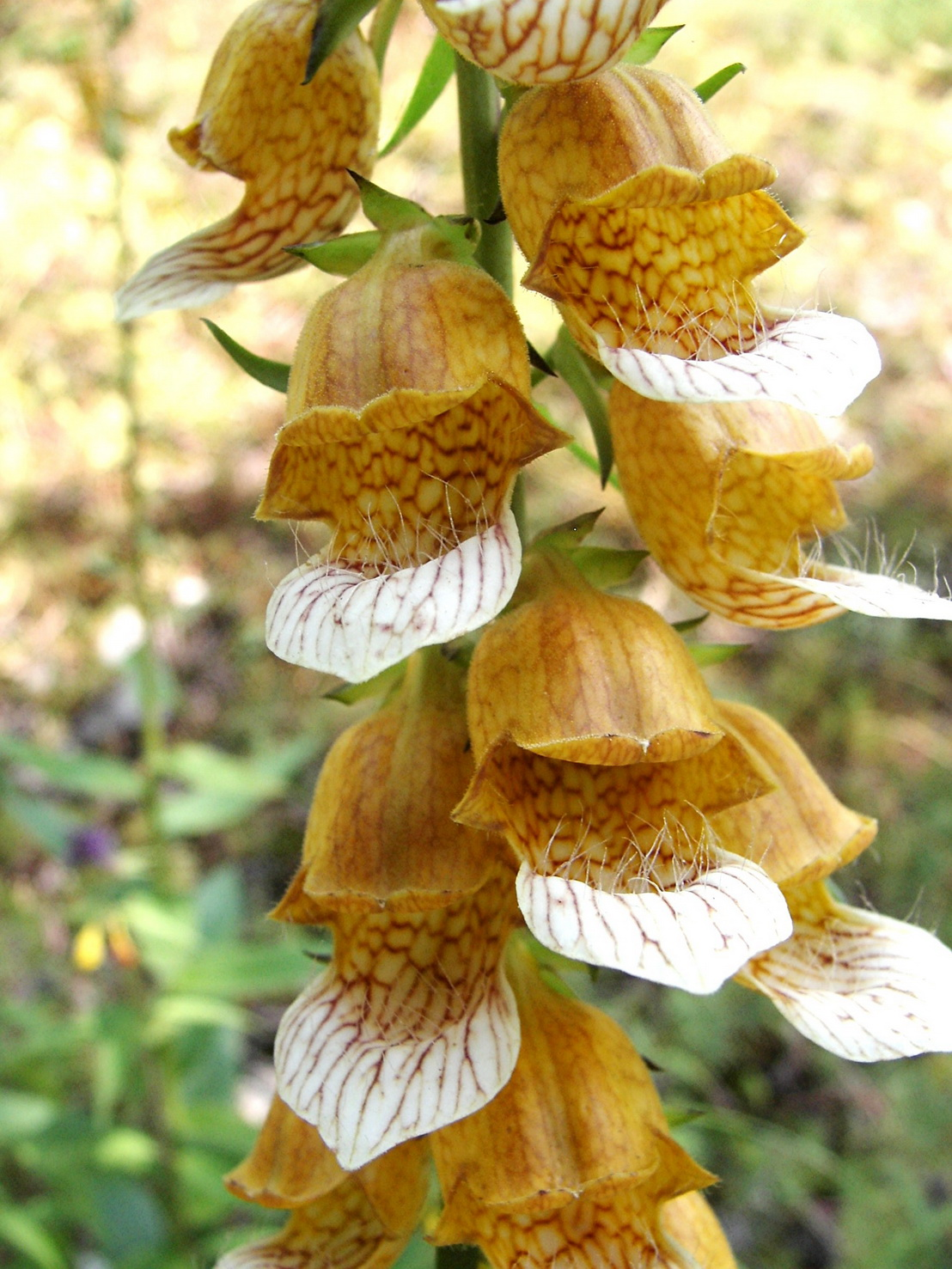
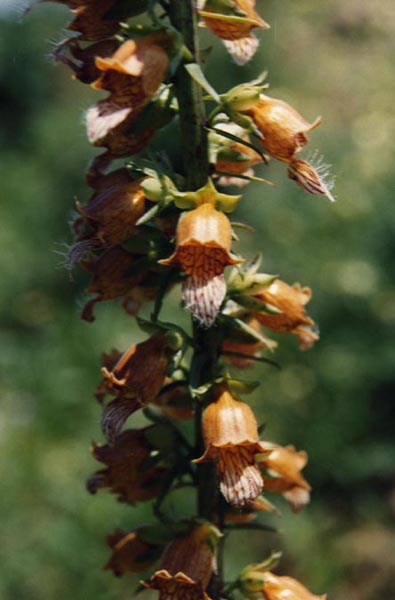
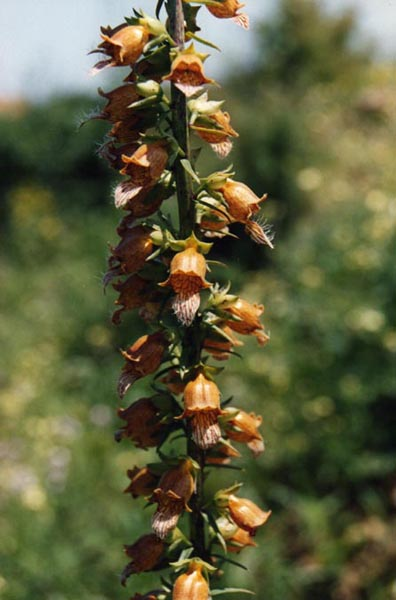
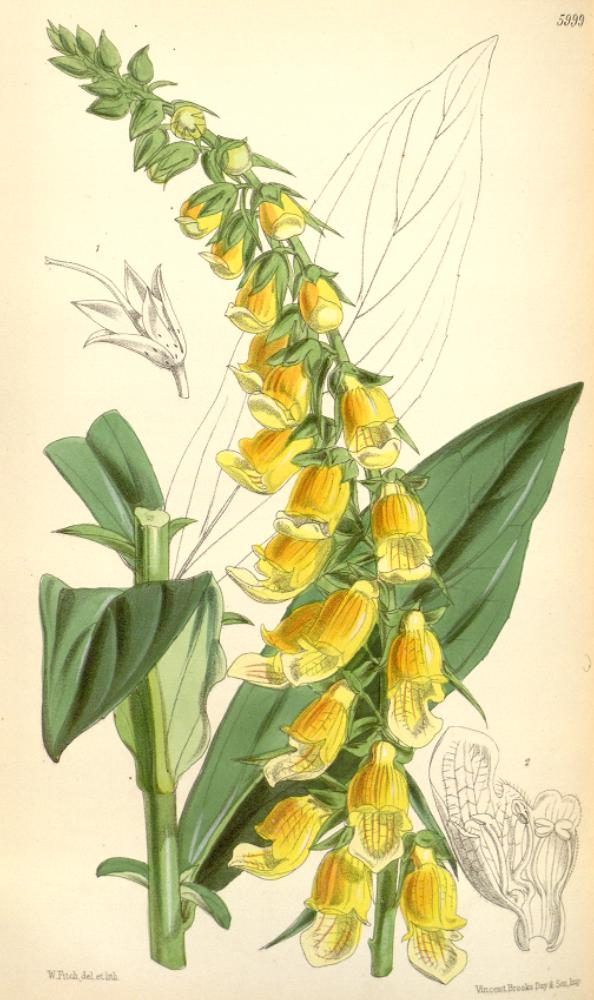